# Loutesaari (ö i S:t Michel)
Loutesaari är en ö i Finland. Den ligger i sjön Mallos och i kommunen Kangasniemi i den ekonomiska regionen  S:t Michel och landskapet Södra Savolax, i den södra delen av landet, 230 km norr om huvudstaden Helsingfors. Öns area är 3,8 hektar och dess största längd är 0,5 kilometer i nord-sydlig riktning.